# NGC 5115
NGC 5115 (другие обозначения — UGC 8408, MCG 2-34-10, ZWG 72.57, PGC 46754) — спиральная галактика с перемычкой (SBc) в созвездии Дева.
Характеризуется самой короткой перемычкой между рукавами длиной всего 4,26 килопарсек (21 % длины диска при оптическом наблюдении), что по мнению ученых свидетельствует о молодости галактики. Относится к категории голубых галактик. Занимает второе место по наименьшей массе. Имеет определённые искажения структуры: кроме двух основных спиральных рукавов наблюдается не соединенный с центром дополнительный рукав.
Этот объект входит в число перечисленных в оригинальной редакции «Нового общего каталога».